# Nat Ma Taung
El Nat Ma Taung (Mount Victoria en anglès) és la muntanya més alta de la serralada de Natmadaung a les muntanyes Pakokku Chin (Pakokku Chin Hills) a Birmània, Estat Xin, a prop de l'extrem oriental de les muntanyes d'Arakan Septentrional a uns 122 km a l'oest de l'Irauadi a l'altre costat de la ciutat de Pakokku, amb una altura d'uns 3.053 metres. A finals del segle xix s'hi va decidir la construcció d'un sanatori i el 1902 s'hi va traslladar el vicesuperintendent dels Pakokku Chin Hills que abans residia a Mindat Sakan i llavors es va instal·lar a Kanpetlet a la muntanya.